# 邵鼎曾
邵鼎曾，浙江人，是一名清朝政治人物。
邵鼎曾曾于1853年接替章惠代理南汇县知县一职，同年年由富克精阿接任。